# Фрэнсис Мерез
Фрэнсис Мерез (1565/1566 — 29 января 1647) — английский священник и писатель. Его книга 1598 года содержит первый критический обзор стихов и пьес Шекспира.

## Карьера
Фрэнсис Мерез родился в 1565 г. в Киртон-Мерес в приходе Киртон, Линкольншир. Он получил образование в Пемброк-колледже в Кембридже, там ему была присвоена степень бакалавра в 1587 г. и степень магистра в 1591 г. Два года спустя он получил степень Оксфордского магистра. Его родственник, Джон Мерез, был верховным шерифом Линкольншира в 1596 г. и, по-видимому, помогал ему в начале его карьеры. В 1602 г. он стал ректором Уинга, Ратленд, где также руководил школой. И его сын Фрэнсис, и его внук Эдвард получили степень бакалавра и магистра в Кембридже и стали ректорами.
Мерез более всего известен книгой «Палладис Тамиа. Сокровищница остроумия» (1598 г.), важный источник информации о поэтах елизаветинской эпохи, а также первый критический анализ стихов и ранних пьес Уильяма Шекспира. Его список пьес Шекспира способствовал установлению их хронологии.
В Palladis Tamia также содержались нравственные и критические размышления из различных источников, а также разделы о книгах, философии, музыке и живописи, и, наконец, «Сравнительный анализ наших английских поэтов с греческими, латинскими и итальянскими поэтами» (Comparative Discourse of our English poets with the Greeke, Latin, and Italian poets). В этой главе перечисляются английские поэты, начиная с Чосера до времён Мереса, и в каждом случае проводится сравнение с каким-либо классическим автором.
Проповедь под названием «Арифметика богов» (Gods Arithmeticke, 1597 г.) и два перевода стихов Луиса де Гранады с испанского языка под названием «Преданность Гранады» и «Путеводитель грешников» (1598 г.) завершают список сочинений Мереза.

## Брак и дети
У Мереза была жена Мария (1576/1577-1631), девичья фамилия которой неизвестна. У них был сын Фрэнсис, родившийся в 1607 г. В «Сонетах Шекспира» (1904) Шарлотта Стоупс заявила, что Мерез был шурином Джона Флорио, однако исследования Джорджа Гринвуда доказывают, что Стоупс ошиблась в этом.
Мерез умер в 1647 г. и был похоронен в приходской церкви Святых Петра и Павла в Уинге, Ратленд.